# Celene Cevallos
Pour les articles homonymes, voir Cevallos.
Celene Cevallos (née le 8 octobre 1994) est une athlète équatorienne, spécialiste du sprint. 

## Biographie

### Palmarès
| Date | Compétition                            | Lieu                 | Résultat | Épreuve   | Performance   |
| ---- | -------------------------------------- | -------------------- | -------- | --------- | ------------- |
| 2011 | Jeux panaméricains                     | Guadalajara          | 6e       | 4 × 100 m | 46 s 18       |
| 2011 | Jeux panaméricains                     | Guadalajara          | 6e       | 4 × 400 m | 3 min 45 s 59 |
| 2013 | Championnats d'Amérique du Sud         | Carthagène des Indes | 7e       | 100 m     | 11 s 95       |
| 2013 | Championnats d'Amérique du Sud         | Carthagène des Indes | 4e       | 400 m     | 55 s 63       |
| 2013 | Championnats d'Amérique du Sud         | Carthagène des Indes | 5e       | 4 × 100 m | 45 s 93       |
| 2013 | Championnats d'Amérique du Sud         | Carthagène des Indes | 3e       | 4 × 400 m | 3 min 43 s 01 |
| 2013 | Championnats panaméricains juniors     | Medellín             | 6e       | 400 m     | 56 s 45       |
| 2013 | Championnats d'Amérique du Sud juniors | Resistencia          | 2e       | 200 m     | 23 s 79       |
| 2013 | Championnats d'Amérique du Sud juniors | Resistencia          | 1re      | 400 m     | 54 s 52       |
| 2013 | Championnats d'Amérique du Sud juniors | Resistencia          | 1re      | 4 × 100 m | 45 s 53       |
| 2013 | Championnats d'Amérique du Sud juniors | Resistencia          | 2e       | 4 × 400 m | 3 min 55 s 08 |

### Records
| Épreuve    | Performance | Lieu     | Date        |
| ---------- | ----------- | -------- | ----------- |
| 100 mètres | 11 s 65     | Riobamba | 4 juin 2011 |
| 200 mètres | 24 s 02     | Riobamba | 5 juin 2011 |